# Bezpowrotnie
„Bezpowrotnie” – singel Kasi Kowalskiej z płyty Antidotum.

## Lista utworów
Opracowano na podstawie materiału źródłowego.

(muz. Adam Abramek, sł. K. Kowalska)
1. „Bezpowrotnie” (radio edit) 4:25
2. „Bezpowrotnie” (album version) 5:01

## Twórcy
- Kasia Kowalska - śpiew, chórki
- Maciej Gładysz - gitary
- Adam Abramek - gitara basowa, programowanie, instrumenty klawiszowe
- Piotr Matuszczyk - instrumenty klawiszowe
- Paweł Sot - instrumenty klawiszowe